# Hakkı Kurtuluş

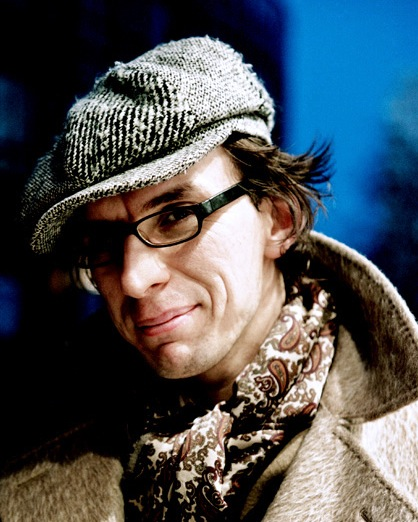
Hakkı Kurtuluş

Hakkı Kurtuluş (* 1980 in Istanbul) ist ein türkischer Filmregisseur, Drehbuchautor, Filmproduzent und Kulturhistoriker.

## Ausbildung
Er studierte in Lyon und in Tübingen, sowie in Frankreich an der Universität Lyon II École normale supérieure (2003–2004), der École Pratique des Hautes Études (2005–2012) und an der Universität Paris VIII.

## Filmografie
- 2009: Orada (Dort)[4]
- 2011: Viaggio in Bergmania, Dokumentarfilm[5]
- 2013: Eye Am[6]
- 2015: Türkisches Kino über Alles (Müjdeler Var Yurdumun Toprağına Taşına, Erdi Sinemam Yüz Şeref Yaşına!)
- 2019: Together We Shall Die[7]

## Auszeichnungen (Auswahl)
- Goldener Georg 2014 für Gözümün nûru beim Filmfestival Moskau[8]
- Silberner Georg 2014, Großer Preis der Jury beim Filmfestival Moskau[8]
- Hauptwettbewerb 2014, Auszeichnung des Verbandes der russischen Filmclubs[8]
- NETPAC Award 2014 beim Filmfestival Moskau[8]
- Lobende Erwähnung der Jury 2014 beim 59. Festival Seminci Valladolid[9]
- Goldener Kokon 2013, Bester Film und bestes Originaldrehbuch, Preise beim Internationalen Filmfestival Adana

## Belege
1. ↑  Hakkı Kurtuluş: L’Italie dans la littérature et la pensée allemandes depuis la fin du XVIIIe siècle. In: Bibliothèque numérique, Université Paris 8 Vincennes-Saint Denis, Paris 2013, zugleich Dissertation. Auf Octaviana.fr (französisch, mit Résumé auf Französisch, Englisch und Deutsch), abgerufen am 26. September 2020.
2. ↑  Hakkı Kurtuluş: Le cinéma comme la musique – le film comme une musique de chambre: L’Analyse de la première scène de répétition dans “Un Cœur en Hiver”. In: Essay. Licence Cinéma, Université Lumière Lyon 2, Lyon 2002. Auf Ein-Herz-im-Winter.de (französisch), abgerufen am 26. September 2020.
3. ↑  Hakkı Kurtuluş: L’Italie dans la littérature et la pensée allemandes depuis la fin du XVIIIe siècle. Thèse de doctorat en Études germaniques. Auf Theses.fr (französisch, mit Résumé auf Französisch, Englisch und Deutsch), abgerufen am 26. September 2020.
4. ↑  Orada. Internet Movie Database, abgerufen am 10. August 2021.
5. ↑  Viaggio in Bergmania in The Movie Database
6. ↑  Gözümün Nûru – Mein Augenlicht. In: turkfilmfestival.de. 13. September 2014, abgerufen am 10. August 2021.
7. ↑  Barbara Schuster: Produktion – Hessen fördert mit 1,3 Mio. Euro. In: Blickpunkt:Film. 4. Mai 2018, abgerufen am 10. August 2021.
8. 1 2 3 4  2014 Awards. In: Moscow International Film Festival. Auf IMDb.com (englisch), abgerufen am 26. September 2020.
9. ↑  Winners – 59th Valladolid International Film Festival. (Memento des Originals vom 27. September 2019 im Internet Archive)  Info: Der Archivlink wurde automatisch eingesetzt und noch nicht geprüft. Bitte prüfe Original- und Archivlink gemäß Anleitung und entferne dann diesen Hinweis. In: Archive-Winners. 18. Oktober 2014. Semana International de Cine de Valladolid. Auf Seminci.es (englisch), abgerufen am 26. September 2020.

| Personendaten    | Personendaten                                                               |
| ---------------- | --------------------------------------------------------------------------- |
| NAME             | Kurtuluş, Hakkı                                                             |
| KURZBESCHREIBUNG | türkischer Filmregisseur, Drehbuchautor, Filmproduzent und Kulturhistoriker |
| GEBURTSDATUM     | 1980                                                                        |
| GEBURTSORT       | Istanbul                                                                    |